# Берни Сандерс в варежках
Варежки Берни Сандерса — интернет-мем, связанный с вирусной фотографией Берни Сандерса, сенатора США от штата Вермонт и бывшего кандидата в президенты, сидящего во время инаугурации Джо Байдена в медицинской маске и в характерных варежках. Изображение вдохновило интернет-пользователей на создание изменённых версий, в которых Сандерс был помещён в исторические фотографии и другие юмористические контексты. Популярность мема привела к росту известности Сандерса и спроса на варежки.

## Бэкграунд
Когда 20 января 2021 года состоялась инаугурация Джо Байдена, фотограф агентства Франс-Пресс Брендан Смиаловски (англ. Brendan Smialowski) сделал фотографию сенатора от штата Вермонт и бывшего кандидата в президенты Берни Сандерса. На ней политик изображён в маске, сидящий на складном стуле отдельно от других участников церемонии. На нём зимняя одежда, особенно заметна пара больших меховых варежек, которые были сделаны учительницей начальной школы из Вермонта Джен Эллис (Jen Ellis). Фотография стала популярным интернет-мемом.

## Мемы и мерчандайзинг
Фотография спровоцировала появление множества отредактированных версий, в которых Сандерс был помещён в различные популярные и исторические фотографии, подобно тому, как это было сделано в меме «Парень-турист», включая сцены из «Бэтмена», «Звёздного пути» и «Мира Уэйна». Был создан веб-сайт, позволяющий поместить фотографию Сандерса на любую фотографию Google Street View. Впоследствии были выпущены товары с использованием этой фотографии, включая тарелки, футболки, наклейки и бокалы для вина. Сандерс добродушно отреагировал на мем и его различные производные и решил продавать толстовки с фотографией, чтобы собрать деньги на благотворительность; выручка составила не менее 1,8 миллиона долларов.
В результате мема Джен Эллис получила тысячи запросов на варежки; хотя она перестала регулярно делать их, она воспользовалась общественным резонансом и сделала три пары, которые были выставлены на аукцион для благотворительности и фонда колледжа её дочери. Эллис сотрудничала с компанией Darn Tough Socks, чтобы выпустить серию носков с тем же узором, что и варежки, доходы от которых пойдут в продовольственные банки в Вермонте. Журналистка Кейт Атерли (Kate Atherley), освящающая вязание, приветствовала интерес к варежкам, вызванный мемом, и в статье в The Guardian подробно описала, как создать похожую пару варежек. Куртка Burton Snowboards, которую носил Сандерс, также стала более популярна, что привело к тому, что компания пожертвовала 50 таких варежек Департаменту по делам детей и семей Берлингтона.